# عمارة فرنسية

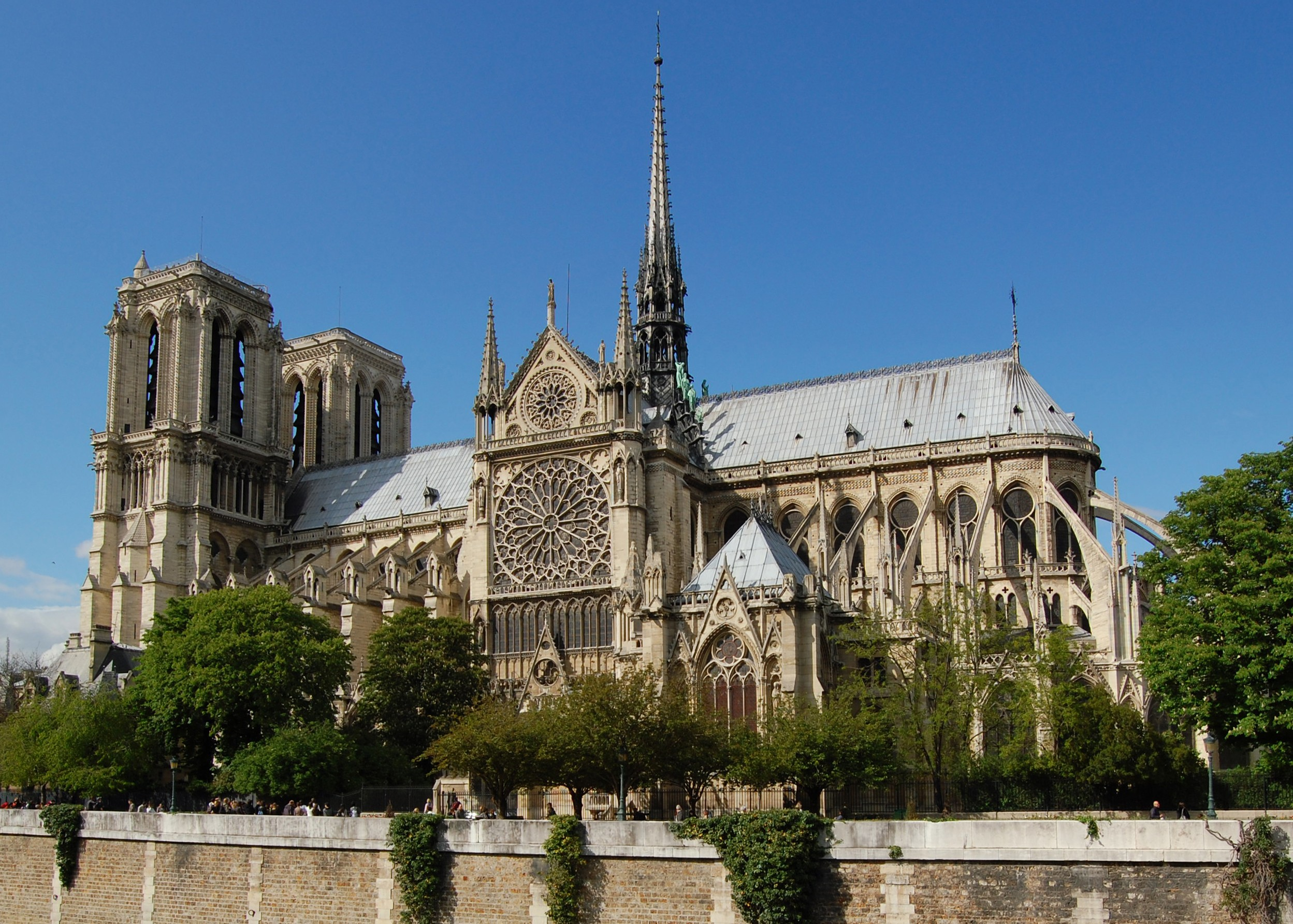
مشهد للجانب الجنوبي من كاتدرائية نوتردام دو باري من نهر السين

تحتل العمارة الفرنسية مكانة عالية بين العديد من الإنجازات في فرنسا. وما يدل على الأهمية الخاصة للعمارة في فرنسا هو تأسيس أكاديمية العمارة عام 1671، وهي أول مؤسسة من نوعها في أوروبا، إضافةً لتخصيص جائزة روما في الهندسة المعمارية عام 1720، وهي مسابقة ذات مصلحة وطنية، بتمويل من الدولة، ويسعى إليها بشرف. إذا كانت الفترة الأولى من إنجازات فرنسا الباهرة هي العمارة القوطية، والفترة الثانية هي القرن الثامن عشر، فإن فن العمارة التقليدي الفرنسي له مكانة عريقة دومًا.

## التاريخ

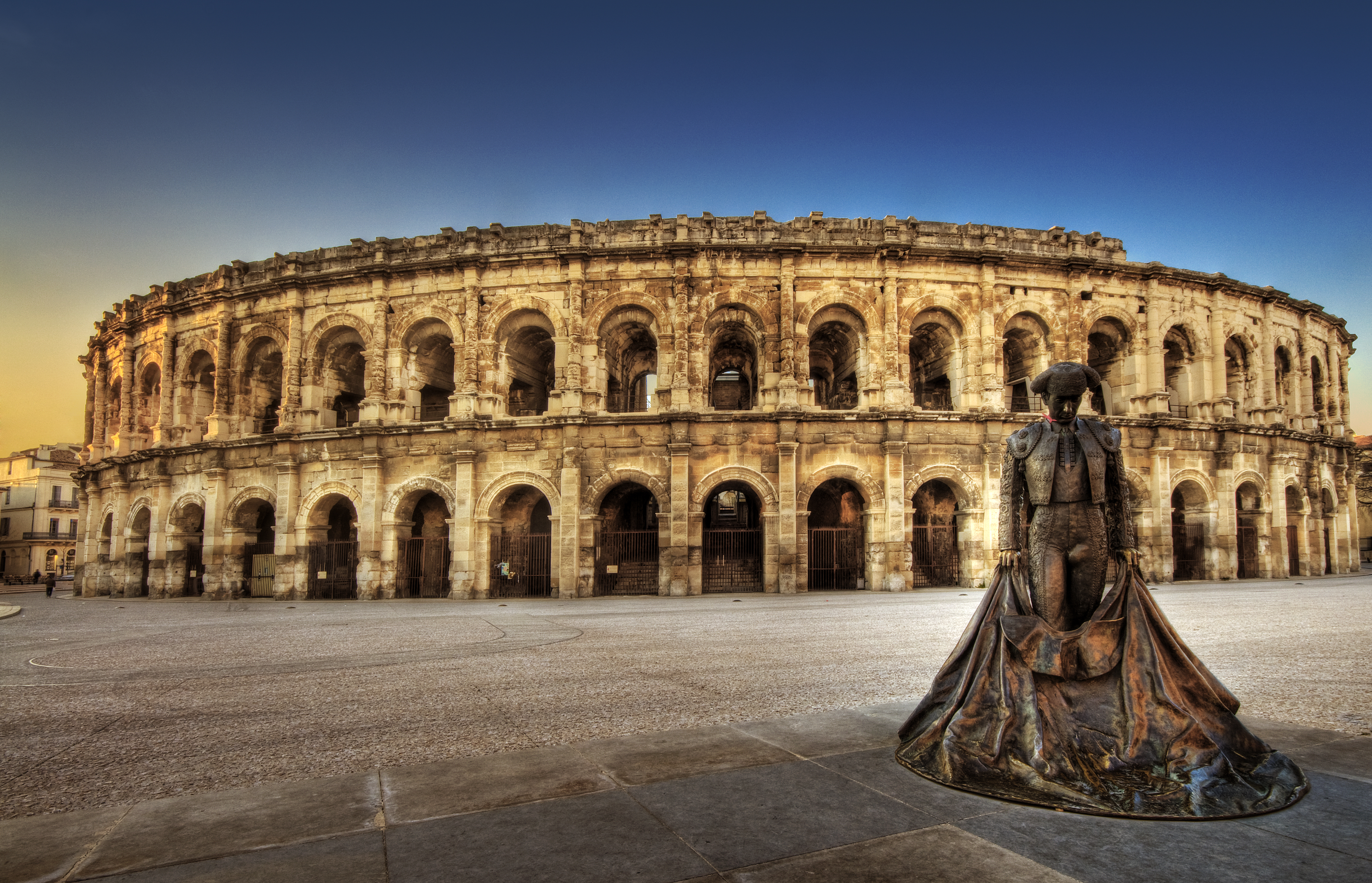
المسرح الروماني في نيم

### الحضارة الغالو رومانية
تبنت روما القديمة في البداية العمارة الإغريقية الخارجية، وفي عهد الجمهورية اللاحق تطور النمط المعماري من خلال تصميم الأقواس والقباب والأقبية التي لم تكن مستخدمة من قبل. إحدى العوامل المهمة في هذا التطور، والتي عززت الثورة المعمارية الرومانية، هي اختراع الخرسانة. أجبرت العوامل الاجتماعية، مثل الثروة والكثافة السكانية العالية في المدن، الرومانيين القدماء على اكتشاف حلول (معمارية) جديدة خاصة بهم، مثل استخدام الأقبية والأقواس، مع المعرفة السليمة لمواد البناء، ما مكنهم من تحقيق نجاحات غير مسبوقة في بناء منشآت وهياكل عامة.
ومن الأمثلة البارزة في فرنسا خلال هذه الفترة، المقابر الرومانية أليسكامبس في آرل والمعابد القديمة مايسون كاريه في نيم. تبعد المدينة الجنائزية الرومانية الكبيرة مسافة قصيرة خارج أسوار مدينة آرل القديمة. وهي واحدة من أشهر المقابر في الحضارة القديمة. الاسم مأخوذ من الكلمة اللاتينية Elisii Campi (أي الشانزليزيه أو الحقول الإليزية). وقد اشتُهرت في العصور الوسطى وذكرها الشاعر الإيطالي أريوستو في قصيدته «أورلاندو فوريوسو»، والشاعر دانتي في قصيدته «إنفيرنو». استمر استخدام المقابر الرومانية بشكل جيد في العصور الوسطى، على الرغم من أن إزالة آثار القديس تروفيموس إلى الكاتدرائية في عام 1152 قللت من مكانتها.

### الحضارة ما قبل الرومنسكية
أدى توحيد المملكة الفرنجية في عهد كلوفيس الأول (465-511) وخلفائه إلى بناء الكنائس، وخاصة كنائس الدير، إذ تعتبر الآن منازل القوة للكنيسة الميروفينجية. اشتقت المخططات غالبًا من تقاليد البازيليكا الرومانية، ولكنها أخذت أيضًا التأثيرات البعيدة مثل سمات سوريا وأرمينيا. في الشرق، كانت معظم المباني خشبية، ولكن شاع استخدام الحجر للمباني المهمة في الغرب والمناطق الجنوبية التي سقطت لاحقًا تحت حكم ميروفينجيان. أعيد بناء معظم الكنائس الكبرى، أكثر من مرة، ولكن أعيد بناء العديد من المخططات الميروفنجية بالاستعانة بعلم الآثار. الوصف الذي ذكر في كتاب تاريخ الفرنجة البازيليك  لكنيسة سان مارتن التي بنيت في تورز من قبل القديس بيربيتوس (الأسقف 460-490) في بداية الفترة يعطي سببًا للندم على اختفاء هذا البناء، والذي يعتبر من أجمل كنائس الميروفينجيان، والتي قال إنها كانت تضم 120 عمودًا رخاميًا وأبراجًا في الطرف الشرقي، وعدة لوحات فسيفسائية: «لقد أظهرت كنيسة سانت مارتين الإبراز الشاقولي للبناء، والجمع بين الوحدات التي تشكل فضاء داخلي معقد وصورة ظلية رائعة، والتي كانت من السمات المميزة للحضارة الرومانسكية. إحدى سمات كنيسة سان مارتن التي أصبحت السمة المميزة لفن عمارة الكنيسة الفرنجية هي الناووس أو التابوت الحجري للقديس الذي يقع خلف هيكل الكنيسة، وأحيانًا في الجزء المزخرف من الكنيسة. لا توجد سوابق رومانية لهذا الابتكار الفرنجي. هناك عدد من المباني الأخرى المفقودة الآن، مثل سان دوني وسانت جيريون في كولونيا ودير سانت جيرمنيانديس في باريس وصفت بأنها مزخرفة بنفس النمط.

### الحضارة الرومنسكية

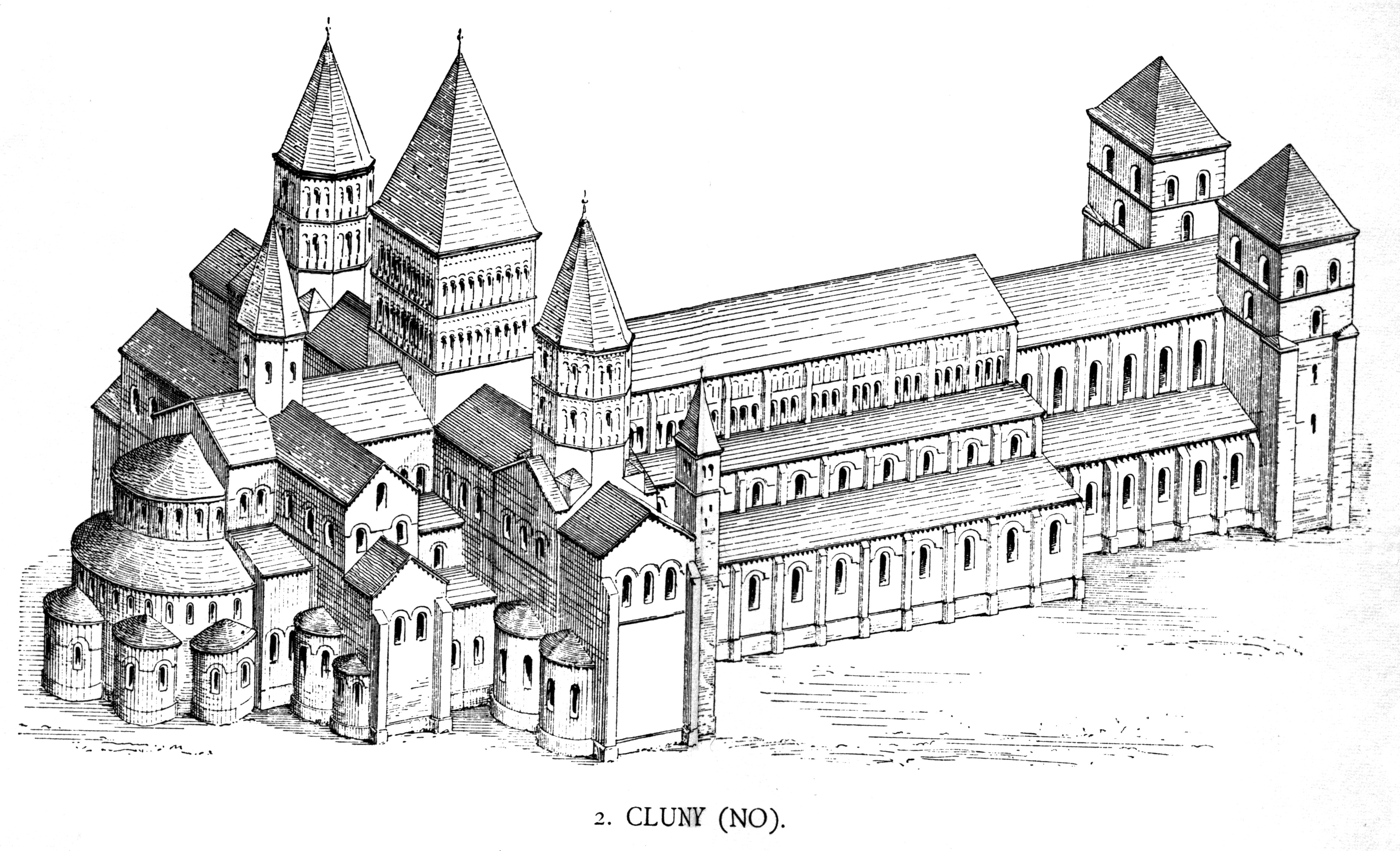
دير كلوني

تطور فن العمارة الروماني في آنٍ واحد في أجزاء من فرنسا في القرن العاشر وقبل التأثير اللاحق لدير كلوني. يتميز النمط الروماني، الذي يطلق عليه أحيانًا «الرومنسكية الأولى» أو «اللومباردية الرومانية»، بجدران سميكة وقلة المنحوتات ووجود أقواس زخرفية تُعرف باسم رواق لومبارد. تعد كاتدرائية أنغوليم واحدة من العديد من الأبنية التي تتميز فيها الكنائس البيزنطية في القسطنطينية بطابع معماري خاص إذ يتم تغطية المساحات الرئيسية بالقبب. تطلب هذا الهيكل استخدام الجدران السميكة والركائز الكبيرة التي تستند عليها القبب. توجد مُصلَّيات حول حنية الكنيسة، وهي سمة فرنسية نموذجية تلتف فيها الجوقة. كنيسة نوتردام في دومفرونت، نورماندي هي كنيسة صليبية الشكل ذات حنية شرقية قصيرة. اختفى جزء من طول ممر الساحة. تحتوي الساحة المتقاطعة على برج ذو مستويين مختلفتين ويعلوه قمة هرمية من النوع الذي يشاهد على نطاق واسع في فرنسا وألمانيا وأيضاً في أبراج نورمان في إنجلترا. يظهر دير فونجومبو في فرنسا نفس الطابع المعماري لدير كلوني. المخطط الصليبي واضح للعيان. هناك مجموعة من المُصلَّيات المحيطة بالمحراب. يعلو الساحة المتقاطعة برج ويعلو جناح الكنيسة الجملونات.
تعتبر كنيسة سانت إتيان في كاين واحدة من أشهر الواجهات المعمارية الرومانية في شمال فرنسا، إذ تحوي ثلاث بوابات تقود إلى ساحة الكنيسة والممر، وترتيب بسيط لنوافذ متطابقة بين دعامات الأبراج الطويلة. بدأ بناؤها عام 1060 كنموذج أولي للواجهات القوطية. وبدأ بناء القمم والذروات، التي تعلو الأبراج، في أوائل القرن الثالث عشر. يلاحظ في  تصميم كنيسة ترينيتي في كاين التركيز الأكبر على البوابة المركزية وترتيب النوافذ فوقها. زخرفة الأبراج كانت بمنسوب أخفض من منسوب الزخرفة في كنيسة سان إتيان، ما يمنحها الوزن والتميز. الدرابزينات العليا هي إضافات في النمط الكلاسيكي. تتميز واجهة لو بوي أون فيلاي في إقليم لوار العليا بترتيب معقد للفتحات والأروقة المظلمة التي كانت لتصبح سمة للواجهات القوطية الفرنسية. بنيت بفخامة من الطوب متعدد الألوان المستخدم بأنماط متنوعة، ومنه الزخرفة الشطرنجية، وهي أيضًا سمة من الزخارف الخزفية للكنائس الإسبانية في هذه الفترة. تعلو الممرات الأقواس المفتوحة، ربما لتعليق الأجراس. تعد كاتدرائية أنغوليم من الواجهات الأخرى المزينة بفخامة، ولكنها من الحجر المزين بالنحت والزخرفة الرئيسية. لا تختلف طريقة ترتيب الأقواس المختلفة عن طريقة كنيسة لو بوي أن فيلاي، ولكنها تشكل خمسة أقسام رأسية متينة ما يشير إلى أن ساحة الكنيسة مؤطرة بممرين من كل جانب. لكن في الواقع، ليس للكنيسة ممرات وهي مسقوفة بالقبب. لم يتم دمج التمثال المجسم، الشائع مع الكثير من المنحوتات الرومنسكية، بشكل وثيق مع المساحات المقوسة التي تم وضعه فيها.
في كاتدرائية أوتون، تمتد زخرفة بوابات الساحة والممرات إلى ما بعد المعبر وصولاً إلى محيط المحراب، وينتهي كل ممر في المحراب. تُفصل كل بوابة عن الأخرى بواسطة جائز عرضي. يبرز كل جناح من بوابتين. يحتوي المدخل على مجاز (رواق) يؤدي إلى ساحة الكنيسة يحجب البوابة الرئيسية. كان من المفترض وضع هذا النوع من المدخل في الفترة القوطية على أجنحة شارتر.

### العصور الوسطى

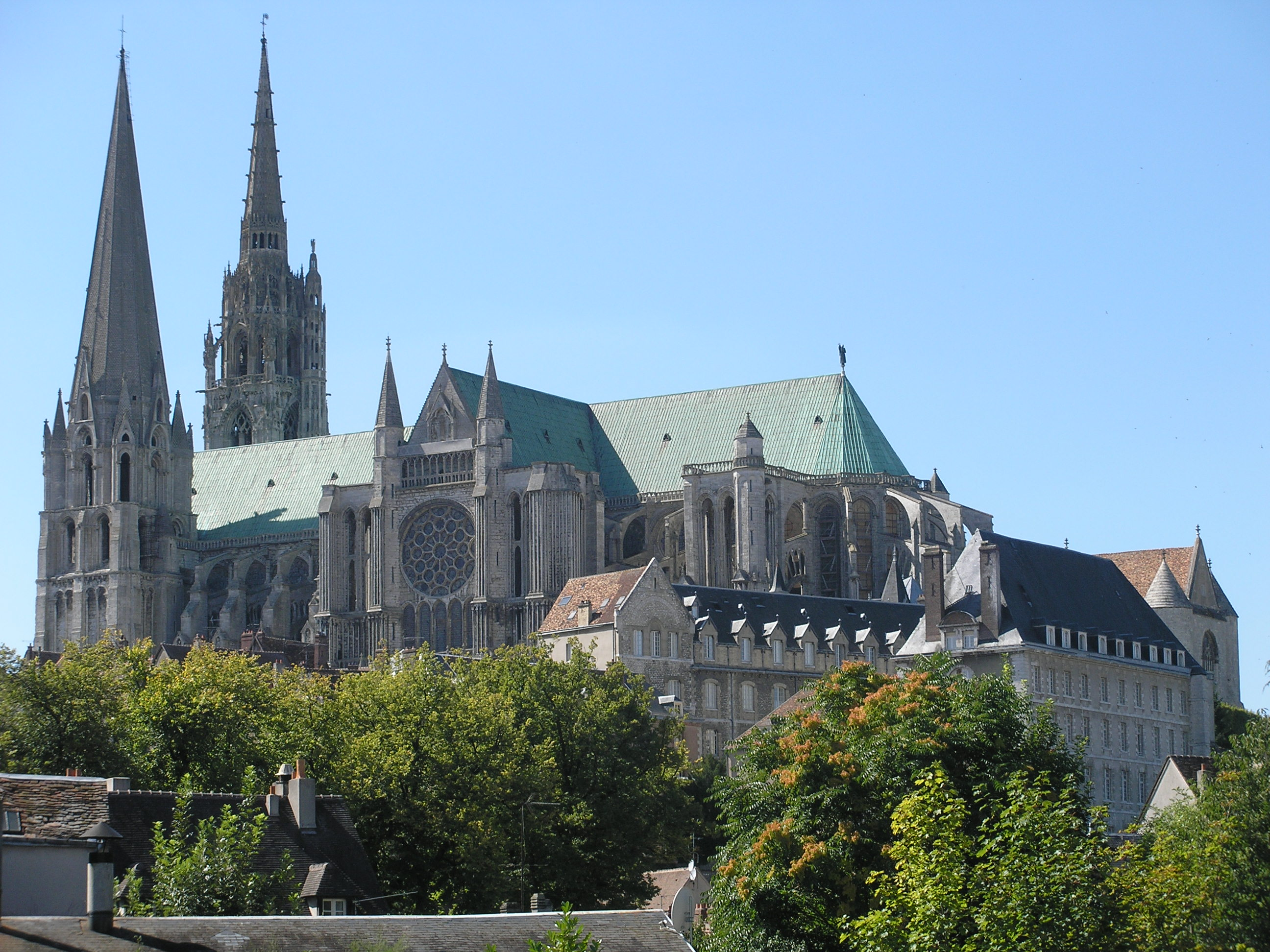
كاتدرائية شارتر

العمارة القوطية الفرنسية هي نمط معماري سائد في فرنسا من عام 1140 حتى 1500، وتنقسم إلى أربعة أنماط: القوطية القديمة، القوطية العليا، رايونانت، القوطية الحديثة أو فلامبويانت. بدأ النمط القوطي القديم في عام 1140 وتميز بالأقٌواس المدببة والانتقال من العمارة الرومانسكية الحديثة. لتشييد الجدران، قام البناة بتقسيمه إلى أربع مستويات: الممرات المسقوفة (الأقواس والركائز)، المعرض، (صالة العرض الداخلية) والرواق ثلاثي العقود (التريفوريوم)، والنوافذ العلوية. لسند الجدار، العلوي اخترع البناة أكتاف تدعيمية، وقد شاع استخدامها فقط في الفترة القوطية العليا خلال القرن الثالث عشر. أما القباب فكانت سداسية الفُرَج. تشمل الهياكل البارزة في هذا النمط الطرف الشرقي لكنيسة دير سان دوني وكاتدرائية سين وكاتدرائية نوتردام دو ليون والواجهة الغربية لكاتدرائية شارتر وكاتدرائية نوتردام دو باري وكاتدرائية ليون وكاتدرائية تول.

## وصلات خارجية
- Eric Arnoux